# Moteur K Renault
Le moteur K Renault est un moteur thermique automobile à combustion interne, quatre temps, avec 4 cylindres en ligne alésés directement dans le bloc en fonte, refroidi par eau, doté d'un vilebrequin 5 paliers, avec arbre(s) à cames en tête entraîné(s) par une courroie de distribution crantée, avec une culasse en aluminium, soupapes en tête, développé et produit par Renault au milieu des années 1990, faisant son apparition sur la Mégane I. Ce moteur existe en versions essence et diesel, avec 8 ou 16 soupapes.

## Histoire
Le « moteur K » est une évolution du « moteur Energy », qu'il est destiné à remplacer. Le « moteur Energy » était déjà une évolution du « moteur Cléon-Fonte », sur lequel une culasse hémisphérique intégrant l'arbre à cames en tête, entraîné par une courroie de distribution crantée, avait été montée. Le « moteur K » est donc une ultime évolution du « moteur Cléon-Fonte ». La principale modification du « moteur K » est opérée au niveau de l'usinage des cylindres, puisque ce moteur n'a plus de chemises amovibles. La culasse des versions 8 soupapes essences est reprise du « moteur Energy ». Le sens de rotation de ce moteur est horaire (côté distribution), comme sur le « moteur Cléon-Fonte » et sur le « moteur Energy ». Le premier « moteur K » apparaît sur la Mégane I avec une cylindrée de 1 598 cm3, avec une culasse 8 soupapes, de type K7M. Cette motorisation sera également utilisée sur les Clio II, Scénic I, Dacia Logan I et Dacia Sandero I, Dacia Dokker… 

## Évolution

### Versions essence
En 1998, le moteur K7M est coiffé d'une culasse 16 soupapes sous le capot de la Laguna I phase 2, ce qui donne naissance au moteur K4M. Cette nouvelle motorisation remplace le « moteur F » de 1,8 L (8 soupapes) des Laguna I phase 1. Cette motorisation équipera également les Clio II, Clio III, Mégane I phase 2, Mégane II, Mégane III, Scénic I, Scénic II, Scénic III, Laguna II, Laguna III, Modus, Twingo II RS, Wind, Kangoo I phase 2, Kangoo II...
Par la suite, le « moteur K » sera décliné en 1,4 L 16 soupapes de type K4J, sur les Clio II et Mégane I phase 2. Il équipera également les Clio III, Mégane II, Scénic II, Modus… Une version 1,4 L 8 soupapes de type K7J sera commercialisée afin de remplacer le moteur 1,4 L Energy sur les Clio II, Dacia Logan I, Dacia Sandero I...
La particularité des moteurs K4J et K4M est le fait qu'ils aient une culasse 16 soupapes semblable aux « moteurs F » (F4P et F4R). De plus, les moteurs K4J et K4M partagent le même kit de distribution et la même pompe à eau que les « moteurs F » 16 soupapes (F4P et F4R).

## Liste des versions
| Appellations commerciales   | 1,4 L                         | 1,4 L 16V                     | 1,4 L 16V                     | 1,4 L 16V                     | 1,6 L                         | 1,6 L 16V                     | 1,6 L 16V                     | 1,6 L 16V                     | 1,6 L 16V                     |
| Types moteurs               | K7J                           | K4J                           | K4J                           | K4J                           | K7M                           | K4M                           | K4M                           | K4M                           | K4M                           |
| Cylindrée                   | 1 390 cm3                     | 1 390 cm3                     | 1 390 cm3                     | 1 390 cm3                     | 1 598 cm3                     | 1 598 cm3                     | 1 598 cm3                     | 1 598 cm3                     | 1 598 cm3                     |
| Alésage (mm) / course (mm)  | 79,5 / 70,0                   | 79,5 / 70,0                   | 79,5 / 70,0                   | 79,5 / 70,0                   | 79,5 / 80,5                   | 79,5 / 80,5                   | 79,5 / 80,5                   | 79,5 / 80,5                   | 79,5 / 80,5                   |
| Nombre cylindres / soupapes | 4 cylindres / 8 soupapes      | 4 cylindres / 16 soupapes     | 4 cylindres / 16 soupapes     | 4 cylindres / 16 soupapes     | 4 cylindres / 8 soupapes      | 4 cylindres / 16 soupapes     | 4 cylindres / 16 soupapes     | 4 cylindres / 16 soupapes     | 4 cylindres / 16 soupapes     |
| Bloc moteur                 | Fonte                         | Fonte                         | Fonte                         | Fonte                         | Fonte                         | Fonte                         | Fonte                         | Fonte                         | Fonte                         |
| Énergie                     | Essence                       | Essence                       | Essence                       | Essence                       | Essence                       | Essence                       | Essence                       | Essence                       | Essence                       |
| Alimentation                | Atmosphérique                 | Atmosphérique                 | Atmosphérique                 | Atmosphérique                 | Atmosphérique                 | Atmosphérique                 | Atmosphérique                 | Atmosphérique                 | Atmosphérique                 |
| Puissance maxi              | 75 ch à 5 500 tr/min          | 80 ch à 6 000 tr/min          | 95 ch à 6 000 tr/min          | 98 ch à 6 000 tr/min          | 90 ch à 5 250 tr/min          | 105 ch à 5 750 tr/min         | 110 ch à 5 750 tr/min         | 128 ch à 6 750 tr/min         | 133 ch à 6 750 tr/min         |
| Couple maxi                 | 114 N m à 4 250 tr/min        |                               | 127 N m à 3 750 tr/min        | 127 N m à 3 750 tr/min        | 131 N m à 2 500 tr/min        | 148 N m à 3 750 tr/min        | 148 N m à 3 750 tr/min        | 155 N m à 4 250 tr/min        | 160 N m à 4 400 tr/min        |
| Normes                      |                               |                               |                               |                               | Euro 2                        | Euro 5                        | Euro 4                        |                               |                               |
| Utilisateurs                | Renault, Dacia, Lada et Secma | Renault, Dacia, Lada et Secma | Renault, Dacia, Lada et Secma | Renault, Dacia, Lada et Secma | Renault, Dacia, Lada et Secma | Renault, Dacia, Lada et Secma | Renault, Dacia, Lada et Secma | Renault, Dacia, Lada et Secma | Renault, Dacia, Lada et Secma |

### Versions sportives
- Renault Clio II 1,6 L 16V (Il s'agit de la première version sportive de la Clio II, avant la sortie de la RS)
- Renault Twingo II RS
- Renault Wind 1,6 L 16V
- Renault Clio III GT
- Secma F16

Renault Sport développera sa propre version du K4M : le K4M-854, développant 133 ch et 160 Nm, qui équipera la Twingo II RS et la Wind 1.6 16V. Ce moteur équipera également la Clio III GT, dans une version aux performances légèrement revues à la baisse (K4M-862 : 128 ch et 155 Nm).

### Versions de compétitions
- Clio Super 1600
- Twingo II R1
- Twingo II R2
- Twingo II R2 Evo

### Versions Diesel
Le « moteur K » sera également décliné en version diesel de 1 461 cm3 type K9K, plus connu sous l’appellation 1,5 dCi. Il fait son apparition en 2001 année sur la Clio II phase 1 Société (version utilitaire), afin de remplacer le 1,9 D (« moteur F »). Ce moteur est doté de l’injection directe à rampe commune (common rail) à haute pression et est utilisé chez Renault, Nissan, Schreiber, Infiniti, Dacia, Mercedes-Benz, Samsung, Suzuki et Mahindra.
Caractéristiques communes :
- Type moteur : K9K
- Cylindrée : 1 461 cm3
- Alésage (mm) / course (m) : 76,0 / 80,5
- Nombre cylindres / soupapes : 4 cylindres / 8 soupapes
- Bloc moteur : fonte
- Énergie : Diesel
- Alimentation : Turbocompressé

| Dénomination                     | Puissance max (kW) | Puissance max (ch DIN) | au régime de | Couple max (Nm) | au régime de | Norme Euro |
| -------------------------------- | ------------------ | ---------------------- | ------------ | --------------- | ------------ | ---------- |
| Première génération              |                    |                        |              |                 |              |            |
| 1.5 dCi 55                       | 40 kW              | 54 ch                  | 5 250 tr/min | 130 N m         | 2 000 tr/min | Euro 3     |
| 1.5 dCi 60                       | 44 kW              | 60 ch                  | 5 250 tr/min | 130 N m         | 2 000 tr/min | Euro 3     |
| 1.5 dCi 65                       | 48 kW              | 65 ch                  | 4 000 tr/min | 160 N m         | 2 000 tr/min | Euro 3     |
| 1.5 dCi 80                       | 59 kW              | 80 ch                  | 4 000 tr/min | 185 N m         | 2 000 tr/min | Euro 3     |
| 1.5 dCi 100                      | 74 kW              | 100 ch                 | 4 000 tr/min | 200 N m         | 1 900 tr/min | Euro 3     |
| Deuxième génération              |                    |                        |              |                 |              |            |
| 1.5 dCi 70                       | 50 kW              | 68 ch                  | 4 000 tr/min | 160 N m         | 1 700 tr/min | Euro 4     |
| 1.5 dCi 85                       | 63 kW              | 86 ch                  | 3 750 tr/min | 200 N m         | 1 900 tr/min | Euro 4     |
| 1.5 dCi 105                      | 78 kW              | 106 ch                 | 4 000 tr/min | 240 N m         | 2 000 tr/min | Euro 4     |
| Troisième génération (FAP)       |                    |                        |              |                 |              |            |
| 1.5 dCi 75                       | 55 kW              | 75 ch                  | 3 750 tr/min | 180 Nm          | 1 750 tr/min | Euro 5     |
| 1.5 dCi 90                       | 66 kW              | 88 ch                  | 4 000 tr/min | 220 Nm          | 1 750 tr/min | Euro 5     |
| 1.5 dCi 110                      | 81 kW              | 110 ch                 | 4 000 tr/min | 260 Nm          | 1 750 tr/min | Euro 5     |
| Quatrième génération (FAP + SCR) |                    |                        |              |                 |              |            |
| 1.5 Blue dCi 80                  | 59 kW              | 80 ch                  | 3 750 tr/min | 210 Nm          | 1 750 tr/min | Euro 6     |
| 1.5 Blue dCi 85                  | 63 kW              | 85 ch                  | 3 750 tr/min | 220 Nm          | 1 750 tr/min | Euro 6     |
| 1.5 Blue dCi 95                  | 70 kW              | 95 ch                  | 3 750 tr/min | 240 Nm          | 1 750 tr/min | Euro 6     |
| 1.5 Blue dCi 100                 | 74 kW              | 100 ch                 | 3 750 tr/min | 260 Nm          | 1 750 tr/min | Euro 6     |
| 1.5 Blue dCi 115                 | 85 kW              | 115 ch                 | 3 750 tr/min | 260 Nm          | 1 750 tr/min | Euro 6     |

#### Chez Mercedes-Benz
En 2012, lors du lancement de la nouvelle Classe A Type 176, Mercedes-Benz décide d'utiliser un moteur diesel moins gourmand et fait appel à Renault. Chez Mercedes-Benz, le K9K porte l'appellation de OM 607. Il remplacera l'OM 640,.
Le moteur sera intégré sur tous les diesels des Type 176 lancé en 2012, les Type 246, les Type 117 et les Type 156 lancées en 2012 et 2013.
| Moteur*              | Désignation | Cylindrée         | Performance                        | Couple                       |
| -------------------- | ----------- | ----------------- | ---------------------------------- | ---------------------------- |
| OM 607 DE 15 LA red. |             | 1 461 cm3 (1,5 L) | 55 kW (75 ch) à 4 000 tr/min       | 180 N m à 1 750–2 500 tr/min |
| OM 607 DE 15 LA      |             | 1 461 cm3 (1,5 L) | 66 kW (90 ch) à 4 000 tr/min       | 200 N m à 1 750–3 000 tr/min |
| OM 607 DE 15 LA      |             | 1 461 cm3 (1,5 L) | 66 kW (90 ch) à 2 750–4 000 tr/min | 220 N m à 1 750–2 750 tr/min |
| OM 607 DE 15 LA      |             | 1 461 cm3 (1,5 L) | 66 kW (90 ch) à 2 750–4 000 tr/min | 240 N m à 1 700–2 500 tr/min |
| OM 607 DE 15 LA      |             | 1 461 cm3 (1,5 L) | 81 kW (110 ch) à 4 000 tr/min      | 240 N m à 1 750–2 750 tr/min |
| OM 607 DE 15 LA      |             | 1 461 cm3 (1,5 L) | 80 kW (109 ch) à 4 000 tr/min      | 260 N m à 1 750–2 500 tr/min |

*Légende : OM = Oelmotor (moteur à huile) ; 607 = type ; DE = Direkteinspritzung (injection directe, dans le cylindre) ; chiffre : cylindrée ; L : Ladeluftkühlung (intercooler) ; A : Abgasturbolader (turbocompresseur) ; red. = reduzierte(r) Leistung/Hubraum (Réduit(s) Puissance/Déplacement).
| Variante             | Classe / Série | Type             | Modèle                                       | Année             |
| -------------------- | -------------- | ---------------- | -------------------------------------------- | ----------------- |

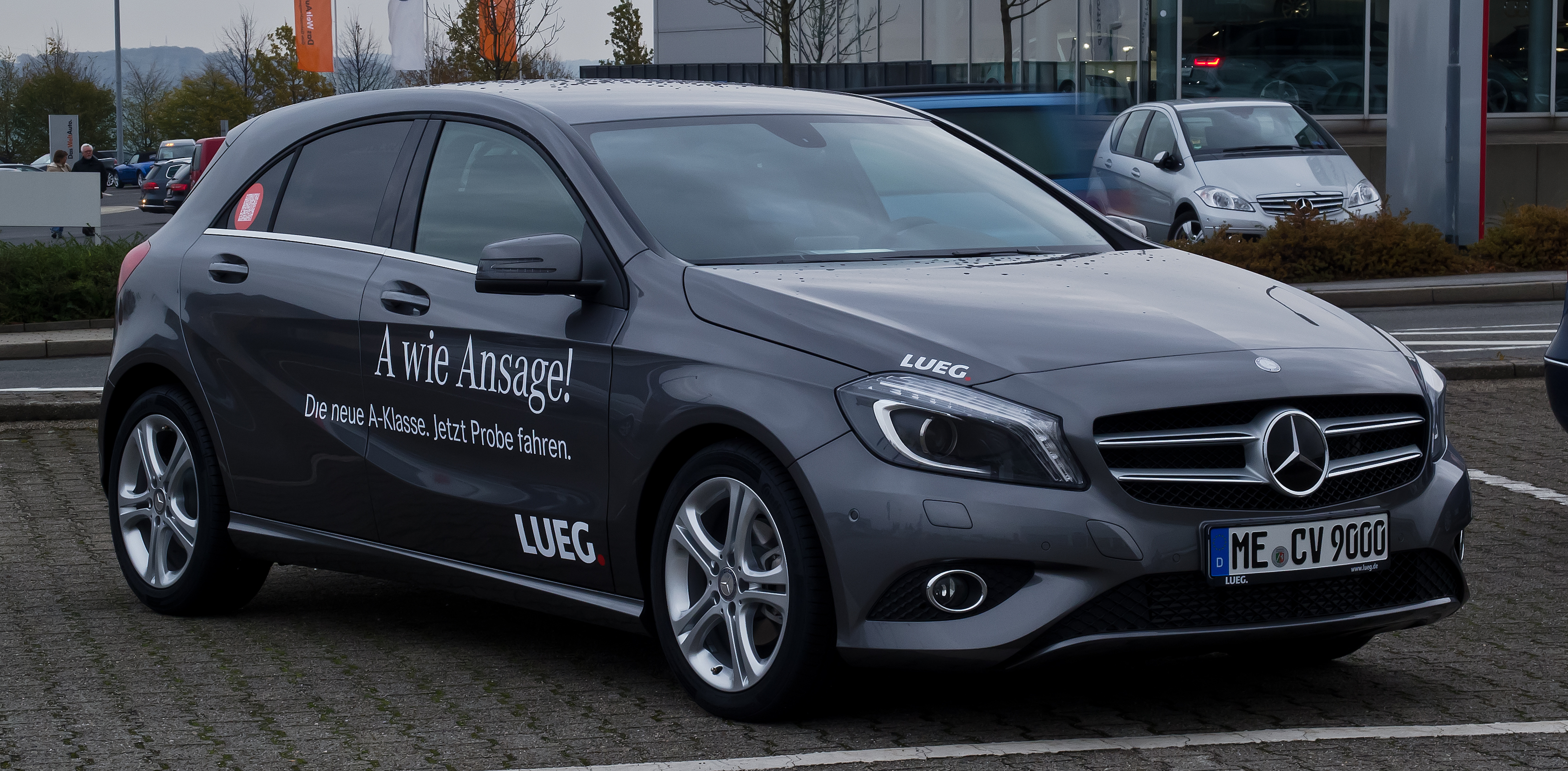
Mercedes-Benz A 180 BlueEFFICIENCY - W176.

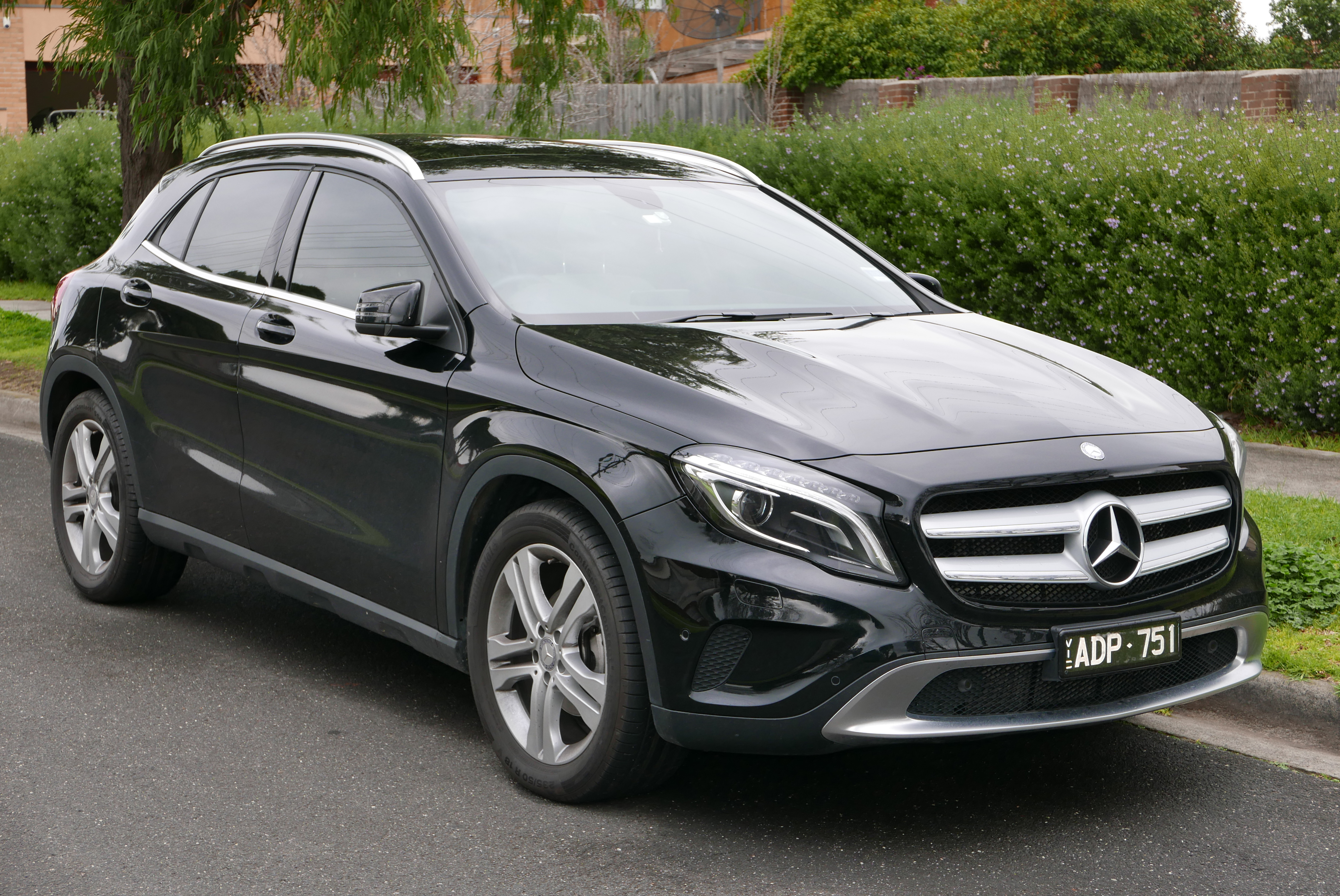
Mercedes-Benz GLA - X156.

| OM 607 DE 15 LA red. | Citan          | Type 415         | Citan 108 CDI ; Citan 108 CDI BlueEFFICIENCY | 09/2012 - ...     |
| OM 607 DE 15 LA      | Citan          | Type 415         | Citan 109 CDI ; Citan 109 CDI BlueEFFICIENCY | 06/2012 - ...     |
| OM 607 DE 15 LA      | Classe A       | Type 176         | A 160 CDI                                    | 09/2013 - 09/2015 |
| OM 607 DE 15 LA      | Classe B       | Type 246         | B 160 CDI                                    | 09/2013 - 12/2018 |
| OM 607 DE 15 LA      | Classe A       | Type 176         | A 160 d                                      | 09/2015 - 05/2018 |
| OM 607 DE 15 LA      | Citan          | Type 415         | Citan 111 CDI ; Citan 111 CDI BlueEFFICIENCY | 06/2013 - ...     |
| OM 607 DE 15 LA      | Classe A       | Type 176         | A 180 d ; A 180 d BlueEFFICIENCY             | 07/2012 - 05/2018 |
| OM 607 DE 15 LA      | Classe B       | Type 246         | B 180 CDI ; B 180 CDI BlueEFFICIENCY         | 06/2013 - 12/2018 |
| OM 607 DE 15 LA      | Classe CLA     | Type 117 berline | CLA 180 CDI                                  | 11/2013 - ...     |
| OM 607 DE 15 LA      | Classe GLA     | Type 156         | GLA 180 CDI ; GLA 180 d                      | 09/2014 - 05/2018 |